# Lenyn Kish Leonce
Lenyn Kish Leonce (* 13. März 1991) ist ein Leichtathlet aus St. Lucia, der sich auf den Sprint spezialisiert hat und zu Beginn seiner Karriere auch im Weitsprung startete.

## Sportliche Laufbahn
Erste Erfahrungen bei internationalen Meisterschaften sammelte Lenyn Kish Leonce bei den CARIFTA-Games 2006 in Les Abymes, bei denen er mit 6,56 m den sechsten Platz im Weitsprung in der U17-Altersklasse belegte. Im Jahr darauf siegte er mit 6,99 m bei den CARIFTA-Games in Providenciales und schied im 100-Meter-Lauf mit 11,26 s in der Vorrunde aus, wie auch über 200 Meter mit 22,51 s. Anschließend schied er bei den Jugendweltmeisterschaften in Ostrava mit 11,40 s in der ersten Runde über 100 Meter aus und kam auch im 200-Meter-Lauf mit 23,23 s nicht über den Vorlauf hinaus. 2008 schied er bei den CARIFTA-Games in Basseterre mit 11,01 s im Halbfinale über 100 Meter aus und belegte im Weitsprung mit 7,28 m den vierten Platz in der U20-Altersklasse. Anschließend brachte er bei den Juniorenweltmeisterschaften in Bydgoszcz ohne einen gültigen Versuch in der Vorrunde im Weitsprung aus. Im Jahr darauf siegte er mit 7,37 m bei den CARIFTA-Games in Vieux-Fort und schied über 100 Meter mit 11,09 s im Vorlauf aus. Zudem wurde er mit der lucianischen 4-mal-100-Meter-Staffel disqualifiziert. Anschließend belegte er bei den Panamerikanischen Juniorenmeisterschaften in Port-of-Spain mit 7,03 m den neunten Platz im Weitsprung. 2010 gelangte er bei den Zentralamerika- und Karibikjuniorenmeisterschaften in Santo Domingo mit 7,07 m den siebten Platz. 2022 startete er im 200-Meter-Lauf bei den Commonwealth Games in Birmingham und schied dort mit 21,53 s im Halbfinale aus und belegte im Staffelbewerb in 40,17 s den fünften Platz. Im Jahr darauf schied er bei den Zentralamerika- und Karibikspielen in San Salvador mit 21,44 s im Vorlauf über 200 Meter aus.

## Persönliche Bestzeiten
- 100 Meter: 10,40 s (+1,6 m/s), 27. Mai 2023 in Fort-de-France
  - 60 Meter (Halle): 6,92 s, 22. Februar 2013 in Nampa
- 200 Meter: 21,14 s (+1,8 m/s), 27. Februar 2022 in Vieux-Fort
  - 200 Meter (Halle): 22,10 s, 3. Februar 2012 in Lincoln